# 杜克維爾 (內布拉斯加州)
杜克維爾（英語：Dukeville）是位於美國內布拉斯加州諾克斯縣的非建制地區。

## 歷史
杜克維爾的郵局於1875年設立，其後於1911年停運。

## 地理
杜克維爾所處的海拔為高於海平面399米（即1309英呎），而該地所採用的時區為UTC-6，即北美中部时区（CST）。同時該地設有夏令時間，為UTC-6調快一小時，即UTC-5（CDT）。